# NGC 4407
NGC 4407 este o galaxie spirală situată în constelația Fecioara. A fost descoperită în 17 aprilie 1784 de către William Herschel. Se află la o distanță de 15,07 megaparseci de Pământ.